# Cleveland Cavaliers
A Cleveland Cavaliers (vagy Cavs) az ohioi Cleveland profi kosárlabdacsapata, amely az NBA-ben a Keleti főcsoportban, a Központi csoportban játszik.

## Története
A Cleveland Cavaliers első NBA-idényét 1970-ben kezdte el Bill Fitch irányítása alatt. A korai években küzdött a csapat, lassan de biztosan előrehaladott. Egy 15–67-es év után folytatták a küzdelmet és 1. körben a drafton megszerezték Notre Dame sztárját, Austin Carrt. Még adtak játékosokat mint, Bingo Smith, Dick Snyder, Campy Russell, Foots Walker, Nate Thurmond és Jim Chones, és a '75–76-os szezonban jobban muzsikáltak.
Bill Fitch abban az évben megnyerte az év edzője díjat. Egy 49–33-as szezon után első helyen végeztek és bekerültek a rájátszásba. A Cavs nyert 7 izgalmas játékot Elvin Hayes és a Washington Bullets ellen. Ez a széria "Richfield csodája"-ként lett híres a sok hős és az utolsó másodpercben való nyerések miatt.
A 80-as évek elején új tulajdonosa lett a csapatnak név szerint Ted Stepian.
Egy tucat edzőt vett fel és rúgott ki. A Cavalierset Torontoba akarta költöztetni és Toronto Towers-nek akarta hívni. Mindazonáltal George és Gordon Gund, az NHL Minnesota North Stars-ának a tulajdonosai a 80-as évek közepén átvették a csapatot.
A csapat újjáépült 1986-ban, mégpedig Brad Daugherty, Ron Harper, Mark Price és Larry Nance segítségével. A következő 9 szezonban 8 alkalommal kerültek be a rájátszásba.
20 év után a richfieldi Coliseumtól elköltöztek Clevelandbe, a Gund Arénába. Itt lóg a visszavonult Bingo Smith, Larry Nance, Brad Daugherty, Austin Carr, Nate Thurmond és Mark Price meze.
A Cleveland Cavaliers legjobb szezonja a 2006-07-es NBA szezon volt, amikor megnyerték a keleti főcsoportot, azonban a nagydöntőben 4-0-ra kikaptak a San Antonio Spurs csapatától.
Mára a csapat szimbólumává vált LeBron James, a 2008–09-es szezon legjobb játékosa.

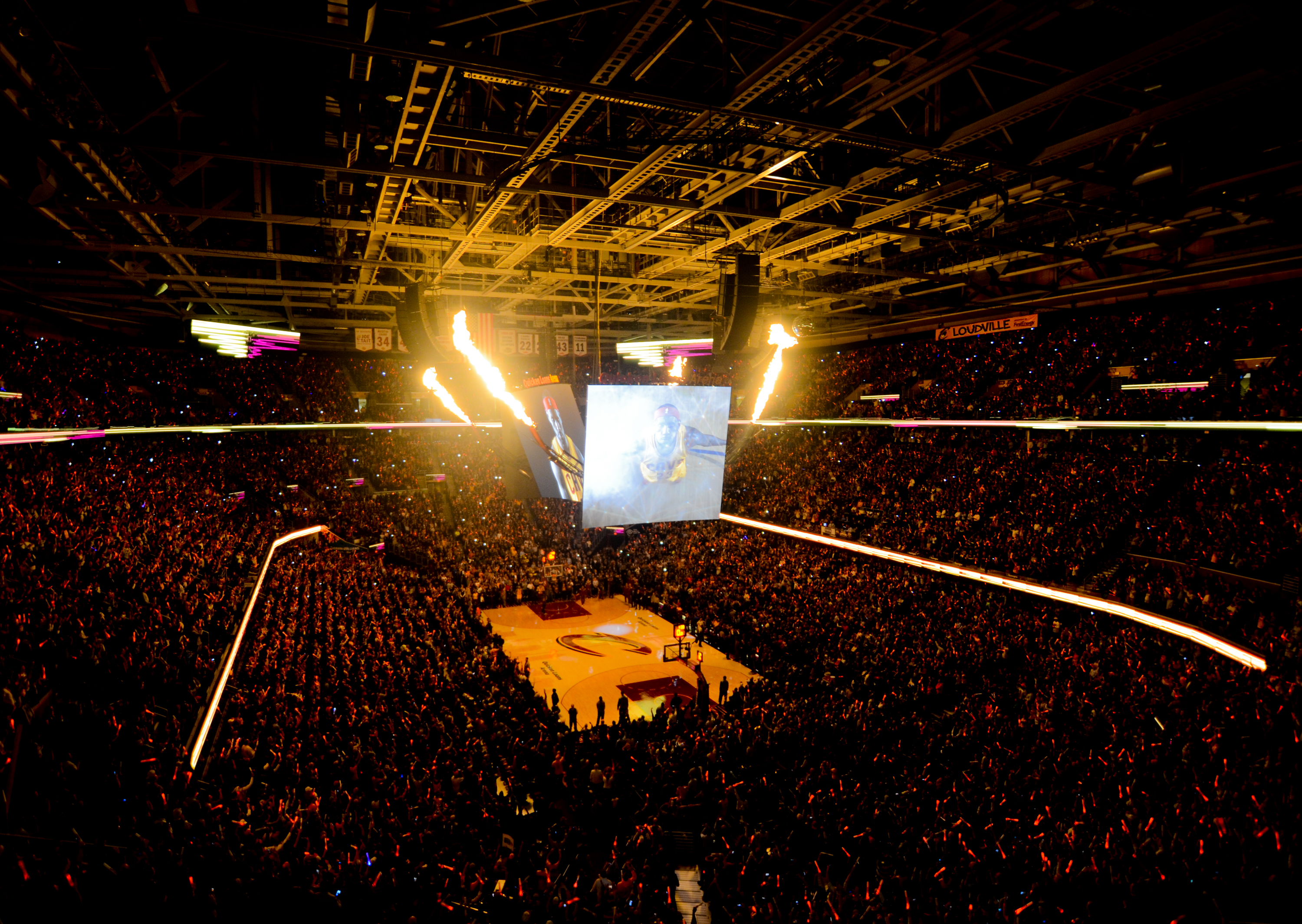
Quicken Loans Arena

2016-ban megszerezte története első bajnoki címét a csapat, miután LeBron James vezetésével a nagydöntőben 4-3-as összesítéssel legyőzte a Golden State Warriorst.